# 고이케 료헤이
고이케 료헤이(일본어: 小池 良平, 1980년 8월 24일 ~ )는 일본의 전 축구 선수이다.

## 구단 경력
과거 오이타 트리니타에서 활동하였다.